# Paul Vogel
Pour les articles homonymes, voir Vogel.
Ne pas confondre avec l'industriel suisse Paul Bernard Vogel.
Paul Vogel (parfois crédité Paul C. Vogel), né le 22 août 1899 à New York (État de New York), mort le 24 novembre 1975 à Los Angeles (Californie), est un directeur de la photographie américain, membre de l'ASC.

## Biographie
Au cinéma, Paul Vogel débute comme directeur de la photographie sur deux films muets en 1927, avant d'officier régulièrement à ce poste de 1937 à 1967, notamment sur de nombreux courts métrages jusqu'à la fin des années 1940. Il est lui-même le réalisateur (unique expérience à ce titre) d'un court métrage documentaire en 1941.
Il collabore notamment avec les réalisateurs Burt Kennedy (ex. : le western Le Retour des sept en 1966, avec Yul Brynner), George Sidney (ex. : La Chérie de Jupiter en 1955, avec Esther Williams, George Sanders, Howard Keel), Richard Thorpe (ex. : La Fille qui avait tout en 1953, avec Elizabeth Taylor, Fernando Lamas), ou encore Charles Walters (ex. : Haute Société en 1956, avec Bing Crosby, Grace Kelly, Frank Sinatra), entre autres. 
En 1950, il gagne l'Oscar de la meilleure photographie pour le film de guerre Bastogne (1949) de William A. Wellman — il aura une autre nomination pour Les Amours enchantées  (1962) —. 
À la télévision, Paul Vogel est chef opérateur sur quelques épisodes de séries, entre 1960 et 1966.

## Filmographie partielle
Comme directeur de la photographie, sauf mention contraire

### Au cinéma
- 1927 : Dans la peau du lion (Running Wild) de Gregory La Cava
- 1927 : The Potters de Fred C. Newmeyer
- 1931 : Le Grand Amour (The Great Lover) de Harry Beaumont (cadreur)
- 1932 : La Monstrueuse Parade (Freaks) de Tod Browning (photographie additionnelle)
- 1937 : Fit for a King d'Edward Sedgwick
- 1938 : Everybody's Doing It de Christy Cabanne
- 1938 : Drôle d'équipe (Wide Open Faces) de Kurt Neumann
- 1939 : They All Come Out de Jacques Tourneur
- 1939 : The Ash Can Fleet de Fred Zinnemann (court métrage)
- 1941 : Le Cœur révélateur (The Tell-Tale Heart) de Jules Dassin (court métrage)
- 1941 : Army Champions (+ réalisateur ; court métrage documentaire)
- 1942 : Pacific Rendezvous de George Sidney
- 1942 : Sunday Punch de David Miller
- 1942 : L'Assassin au gant de velours (Kid Glove Killer) de Fred Zinnemann
- 1942 : Tish de S. Sylvan Simon
- 1947 : La Dame du lac (Lady in the Lake) de Robert Montgomery
- 1947 : Le Mur des ténèbres (High Wall) de Curtis Bernhardt
- 1949 : La Scène du crime (Scene of the Crime) de Roy Rowland
- 1949 : Bastogne (Battleground) de William A. Wellman
- 1950 : La Main noire (Black Hand) de Richard Thorpe
- 1950 : Amour et Caméra (Watch the Birdie) de Jack Donohue
- 1950 : Années de jeunesse (The Happy Years) de William A. Wellman
- 1950 : La Dame sans passeport (A Lady without Passport) de Joseph H. Lewis
- 1951 : Vénus en uniforme (Three Guys named Mike) de Charles Walters
- 1951 : Angels in the Outfield de Clarence Brown
- 1951 : Le Grand Attentat (The Tall Target) d'Anthony Mann
- 1952 : La Jeune Fille en blanc (The Girl in White) de John Sturges
- 1952 : Holiday for Sinners de Gerald Mayer
- 1952 : Toi pour moi (You for Me) de Don Weis
- 1953 : Le Clown (The Clown) de Robert Z. Leonard
- 1953 : La Fille qui avait tout (The Girl who had everything) de Richard Thorpe
- 1953 : Arena de Richard Fleischer
- 1953 : Half a Hero de Don Weis
- 1953 : On se bat aux Indes (Rogue's March) d'Allan Davis (en)
- 1954 : Rose-Marie de Mervyn LeRoy
- 1954 : L'Émeraude tragique (Green Fire) d'Andrew Marton
- 1954 : Le Prince étudiant (The Student Prince) de Richard Thorpe

- 1955 : Le Tendre Piège (The Tender Trap) de Charles Walters
- 1955 : Duel d'espions (The Scarlet Coat) de John Sturges
- 1955 : It's a Dog Life de Herman Hoffman
- 1955 : Mélodie interrompue (Interrupted Melody) de Curtis Bernhardt
- 1955 : La Chérie de Jupiter (Jupiter's Darling) de George Sidney
- 1956 : Le Supplice des aveux (The Rack) d'Arnold Laven
- 1956 : Haute Société (High Society), de Charles Walters
- 1957 : Bernardine de Henry Levin
- 1957 : L'aigle vole au soleil (The Wings of Eagles) de John Ford
- 1957 : Public Pigeon No. One de Norman Z. McLeod
- 1957 : Tarzan, l'homme-singe (Tarzan, the Ape Man) de Joseph M. Newman
- 1959 : Un mort récalcitrant (The Gazebo) de George Marshall
- 1960 : La Machine à explorer le temps (The Time Machine) de George Pal
- 1962 : L'Épée enchantée (The Magic Sword) de Bert I. Gordon
- 1962 : L'École des jeunes mariés (Period of Adjustment) de George Roy Hill
- 1962 : Les Amours enchantées (The Wonderful World of the Brothers Grimm) de Henry Levin et George Pal
- 1963 : Le Justicier de l'Ouest (The Gun Hawk) d'Edward Ludwig
- 1964 : À l'Ouest du Montana (Mail Order Bride) de Burt Kennedy
- 1965 : Village of the Giants de Bert I. Gordon
- 1965 : Piège au grisbi (The Money Trap) de Burt Kennedy
- 1965 : When the Boys meet the Girls d'Alvin Ganzer
- 1965 : Signpost to Murder de George Englund
- 1965 : Le Mors aux dents (The Rounders) de Burt Kennedy
- 1966 : Old On ! d'Arthur Lubin
- 1966 : Le Retour des sept (Return of the Seven) de Burt Kennedy

### À la télévision (séries)
- 1965 : Des agents très spéciaux (The Man from U.N.C.L.E.), Saison 2, épisode 13 Adriatique express (The Adriatic Express Affair)
- 1966 : Voyage au fond des mers (Voyage to the Bottom of the Seas), Saison 2, épisode 9 Le ciel flambe (The Sky's on Fire), épisode 10 Cimetière sous la mer (Graveyard of Fear), épisode 11 Zone interdite (The Shape of Doom) et épisode 12 La Malédiction du pirate (Dead Men's Doubloons)

## Récompense
- 1950 : Oscar de la meilleure photographie, catégorie noir et blanc, pour Bastogne.